# Проволоцкий, Николай Петрович
Николай Петрович Проволоцкий (род. 1955, Пуховичи, Минская область) — советский биатлонист и тренер по биатлону. Чемпион мира среди юниоров (1976), призёр чемпионата СССР (1977). Мастер спорта СССР международного класса (1976).

## Биография
Начал заниматься биатлоном только после поступления в Белорусский институт физкультуры, до того занимался лёгкой атлетикой. Воспитанник тренера Евгения Алексеевича Селюнина. Представлял спортивное общество «Буревестник» и город Минск.
В 1976 году стал участником чемпионата мира среди юниоров, проходившего в Раубичах под Минском. По собственным словам, был включён в состав советской команды не по спортивному принципу, а по квоте как представитель Белорусской ССР. На соревнованиях выиграл золотую медаль в индивидуальной гонке. В спринте пришёл к финишу 11-м, а в эстафете участия не принимал.
В 1977 году в составе сборной общества «Буревестник» стал бронзовым призёром чемпионата СССР в эстафете.
В 1978 году участвовал в зимней Спартакиаде народов СССР в составе сборной Белорусской ССР.
После окончания спортивной карьеры некоторое время работал в тренерском штабе белорусской женской команды, был автором теоретических работ по методике биатлона и лыжного спорта. После перенесённого инсульта отошёл от спортивной деятельности. Живёт в Минске.